# Irvine Welsh
Irvine Welsh (Leith, 27 settembre 1958) è uno scrittore e drammaturgo scozzese.

## Biografia
Figlio di un commerciante di tappeti e di una cameriera, cresciuto in un quartiere di case popolari, Irvine Welsh abbandona presto la scuola, per intraprendere vari lavori, tra cui lo spazzino (e proprio nel ruolo di uno spazzino comparirà in un cameo nel film The Acid House), finché nel 1976 si trasferisce a Londra e aderisce al movimento punk. In quel periodo, comincia a sperimentare diverse sostanze stupefacenti.
Testa rasata da ex punk, ormai ex-tossicodipendente, Irvine Welsh ha cominciato a scrivere mentre era ai servizi sociali, dopo aver letto il romanzo Docherty (1975) di William McIlvanney. Scrive Trainspotting ripensando ai disastrati anni '80 edimburghesi
, ma immagina di farlo solo per se stesso, cercando di ricreare l'eccitazione che si prova andando a un rave o in un club house e utilizzando il dialetto scozzese, perché più funky rispetto all'inglese. Solo successivamente una sua amica legge il romanzo e lo propone alla rivista Rebel Inc., sulla quale ne verranno pubblicati alcuni brani, che attireranno su di lui l'attenzione degli editori. Il direttore della rivista, Kevin Williamson, diventa suo amico personale e mentore e pubblica un'intervista a Welsh, scritta mentre ambedue erano sotto l'effetto di MDMA. Trainspotting sarà un grande successo e il primo di una lunga serie di romanzi, in Italia tutti pubblicati da Guanda.
Risiede prevalentemente a Dublino per motivi fiscali (in Irlanda gli scrittori non pagano le tasse) e trascorre i mesi invernali a Miami, dopo aver vissuto e lavorato a Edimburgo, Amsterdam e Londra. Tiene corsi di scrittura creativa a Chicago, dove ha conosciuto la sua seconda moglie. Ciò nonostante, tutta la sua opera è indelebilmente legata a Leith, il sobborgo portuale di Edimburgo dov'è nato e ha trascorso infanzia e giovinezza in un complesso di case popolari.
Da sempre tifoso dell'Hibernian, nei suoi libri moltissimi personaggi sono tifosi degli Hibs, trovano poco spazio invece,gli acerrimi rivali cittadini degli Hearts of Midlothian,tifati qualvolta,dai personaggi più biechi e negativi delle sue opere.
Irvine Welsh è un sostenitore dell'indipendentismo scozzese e si è dichiarato contrario alla Brexit.

## Stile letterario
La narrativa di Welsh si segnala sulle altre composizioni degli anni novanta per il suo stile nel tratteggiare i personaggi e gli ambienti, prediligendo quasi sempre situazioni "al limite".
Diventato ben presto noto grazie all'immediato successo del suo primo romanzo, Trainspotting e della relativa versione cinematografica ad opera di Danny Boyle, in questi anni Welsh ha raccolto consensi sia da parte della critica che del pubblico, per la sua capacità di descrivere atmosfere, situazioni, spaccati di vita reale, caratteri e sentimenti dei suoi personaggi in modo crudo, ma sfacciatamente reale, mettendo anche a nudo le debolezze e le virtù dei suoi contemporanei. Il suo è un realismo esasperato e viscerale, che ricorda per certi versi autori come Balzac o Zola, ma allo stesso tempo visionario e beffardo, in questo ricollegandosi alla tradizione novecentesca della transgressional fiction di scrittori come Louis-Ferdinand Céline, Henry Miller, William S. Burroughs, Hubert Selby o Bret Easton Ellis. Irvine Welsh d'altra parte si considera un appartenente alla tradizionale letteratura proletaria anglosassone, di cui avrebbe solo aggiornato forma e sostanza.
Anche in un romanzo come Il Lercio, apparentemente narrato tutto in prima persona dall'investigatore Bruce Robertson, è presente in realtà il contraltare della voce narrante del verme solitario che alloggia nell'intestino del protagonista.
Lo stesso Trainspotting nasce in origine come una serie di racconti in prima persona di personaggi allo sbando, tossici, alcolizzati, disadattati, e solo in seguito viene agglomerato come opera unitaria.
Caratteristica delle opere di Welsh è la presenza ricorrente degli stessi personaggi da un racconto o romanzo all'altro, in un complicato intrecciarsi di vicende che ripercorre la storia del sottoproletariato di Leith negli anni ottanta e novanta.
Contestualmente, vengono ricostruite le sottoculture giovanili scozzesi post-punk come quella dell'eroina, gli hooligan, l'acid house e il movimento dei raver, con la prospettiva interna e partecipata del protagonista-testimone di una stagione ormai irrimediabilmente chiusa e spesso rimpianta nostalgicamente, in quanto - sia pure spesso violenta e autodistruttiva - più vera e vitale della successiva Cool Britannia di Tony Blair, tutta orientata verso il culto dell'apparire, il business e la gentrificazione dei quartieri popolari.
I suoi personaggi condividono spesso la passione calcistica per gli Hibs e viceversa l'odio per gli Hearts (la squadra di Edimburgo tradizionalmente legata ai protestanti, ai lealisti della corona inglese e ai massoni), il disprezzo per gli abitanti della protestante e industriale Glasgow (apostrofati con epiteti sprezzanti come Lavapoco e Schivasapone) opposta alla più cattolica e colta Edimburgo, le origini cattoliche (autoctone o di discendenza irlandese o italiana), l'orgoglio di essere leithiani e di appartenere alla classe operaia, il disincanto verso il patriottismo scozzese giudicato superficiale e inconsistente, un rapporto di amore-odio verso Sean Connery, il rimpianto per il vecchio Partito Laburista (socialista e vicino ai sindacati), la simpatia per gli indipendentisti irlandesi e la loro causa.
Fa eccezione Bruce 'Robbo' Robertson, il protagonista negativo del Lercio, cattivo poliziotto, anti-papista, orangista, massone e tifoso degli Hearts.

## Opere letterarie

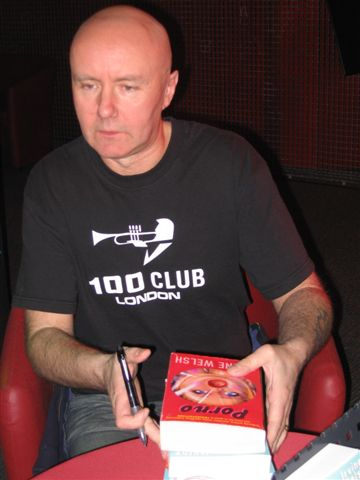
Irvine Welsh, nel marzo 2006

### Romanzi
- 1993 - Trainspotting, ed. it.  Ediz. Guanda, 1996.
- 1995 - Marabou Stork Nightmares, ed. it. Tolleranza Zero, 2001
- 1998 - Filth, ed. it. Il Lercio, 1999
- 2001 - Glue, ed. it. Colla, 2002
- 2002 - Porno, ed. it. 2003
- 2006 - The Bedroom Secrets of the Master Chefs, ed. it. I segreti erotici dei grandi chef, 2006
- 2007 - Kingdom of Fife, racconto contenente della raccolta If You Liked School You'll Love Work, ed. it. Una testa mozzata, 2008
- 2008 - Crime 2008, ed. it. 2009
- 2012 - Skagboys, ed. it. 2013
- 2014 - The Sex Lives of Siamese Twins, ed. it. La vita sessuale delle gemelle siamesi, 2014
- 2015 - A Decent Ride, ed. it. Godetevi la corsa, 2015
- 2016 - The Blade Artist, ed. it. L'artista del coltello, 2016
- 2018 - Dead Men's Trousers, ed it. Morto che cammina, 2019
- 2022 - The Long Knives, ed it. I lunghi coltelli, Guanda, 2022, ISBN 9788823530898
- 2024 - Resolution, ed. it. Resolution, Guanda, 2024, ISBN 978-88-235-3439-1
- 2025 - Men in Love

### Raccolte di racconti
- The Acid House (1994, ed. it. La Casa di John il Sordo - selezione contenente il romanzo breve A Smart Cunt, a novella (Un Cazzemmezzo), 1997; Acid House, 1999)
- Ecstasy: Three Tales of Chemical Romance (1996, ed. it. Ecstasy, 1997)
- If You Liked School You'll Love Work (2007, ed. it. Kingdom of Fife (Una testa mozzata) e Rattlesnakes (Serpenti a sonagli), 2011)
- Reheated Cabbage (2009, ed. it. Tutta colpa dell'acido, 2010)

### Altre opere
- Acidi Scozzesi - antologia di racconti di autori vari (Children of Albion Rovers), 1996
- Disco Biscuits - antologia di racconti di autori vari, 1997
- Intoxication - antologia di racconti di AA.VV. sulle droghe, a cura di Toni Davidson, 1998
- Fuori Area (A Book of two halves: Football Short Stories) - antologia di racconti di AA.VV. sul calcio, 2001
- Weekenders - racconti UK dal cuore dell'Africa - antologia di racconti di sei giovani scrittori britannici, inviati in Sudan dal Daily Telegraph, 2003
- Dose - opera teatrale prodotta dalla BBC, scritta con Dean Cavanagh
- Weekenders 2 -Racconti UK da Calcutta- antologia di racconti di undici giovani scrittori britannici coordinati da Andrew O’Hagan, 2006
- Storie di una città (One City) - tre racconti su Edimburgo, scritti da Irvine Welsh, Ian Rankin e Alexander McCall Smith, con prefazione di J. K. Rowling, 2006
- You'll Have Had Your Hole (1998 - opera teatrale, ed. it. Immagino tu sia già andato in buca 2013)

## Trasposizioni cinematografiche
- Trainspotting 1996
- The Acid House 1998
- Irvine Welsh's Ecstasy 2011
- Filth 2013
- T2 Trainspotting 2017

## Filmografia parziale

### Attore
- Trainspotting, regia di Danny Boyle (1996)
- The Acid House, regia di Paul McGuigan (1998)
- T2 Trainspotting, regia di Danny Boyle (2017)